# Ted Raimi
Theodore "Ted" Raimi (Detroit, Míchigan, Estados Unidos, 14 de diciembre de 1965) es un actor estadounidense, más conocido quizás por papeles como el del teniente Tim O'Neil en la serie de televisión seaQuest DSV o el de Joxer en las series de televisión Xena: la princesa guerrera y Hercules: The Legendary Journeys.
Raimi es el hermano menor del director Sam Raimi. Sam Raimi fue productor de Xena: la princesa guerrera y de Hercules: The Legendary Journeys y dirigió a su hermano en ambas series, así como en las tres películas de la saga de Spider-Man.

## Filmografía
- 1987: Evil Dead II
- 1989: Shocker
- 1990: Darkman
- 1992: Candyman, Patriot Games, Army of Darkness
- 1993: Hard Target
- 2002: Spider-Man
- 2004: Spider-Man 2
- 2004: The Grudge
- 2007: Spider-Man 3
- 2022: The Quarry